# Демократичне оновлення (Андорра)
Демократичне оновлення (кат. Renovació Democràtica) — соціал-ліберальна політична партія в князівстві Андорра. Головою партії є Річард де Гаро.

## Історія
На парламентських виборах, як прошли 24 квітня 2005 року, партія отримала 6,2 % голосів і 1 з 28 місць в парламенті Андорри. На парламентських виборах в Андоррі в 2009 році партія підтримала партію Андорра за зміни, яка отримала 3 депутатських місця.